# Emily Blunt
Emily Olivia Laura Blunt (London, 1983. február 23. –) Golden Globe-díjas brit-amerikai színésznő.

## Életpályája
Emily Blunt Wandsworthban, Londonban született 1983. február 23-án egy négygyermekes családban. Édesanyja, Joanna Mackie egykori színésznő, és tanár, míg édesapja, Oliver Simon Peter Blunt ügyvéd. Nagyapja, Peter Blunt (1923–2003) dandártábornok volt, nagybátyja, Crispin Blunt (1960-) pedig az angol parlament egyik képviselője. Testvérei Felicity, Sebastian (öccse) és Susannah Blunt (húga). Sógora Stanley Tucci, ugyanis az amerikai színész feleségül vette a színésznő nővérét, Felicity Bluntot.
Szigorú neveltetést kapott az Ibstock Place Schoolban, ami egy magániskola Roehamptonban. 7 és 14 éves kora között dadogással küzdött, amit véleménye szerint tanári segítséggel küzdött le a színészeten keresztül. 16 éves korától színművészeti és előadó-művészeti tanulmányokat folytatott a neves magániskolában, a hatosztályos Hurtwood House-ban, ahol azonnal felfedezte egy ügynök és szerződést kínált neki. Az iskola egyik drámatanára a Harry Potter-filmekből is ismert Adrian Rawlins, profi színész volt. 2000 augusztusában fellépőnek választották az Edinburgh-i Fesztiválra.

## Karrierje

### A kezdetek (2000–2005)
Blunt debütálására 2000-ben került sor Paul Sellar Bliss című musicaljében, Edinburghban. Sellart annyira lenyűgözte a színésznő, hogy megkérte, csatlakozzon hozzá a Nemzeti Színházban. 2001 novemberében Sir Peter Hall színdarabjában, a The Royal Familyben kapott szerepet: Gwen Cavendish-t játszotta el Judi Dench oldalán. Előadásának köszönhetően az „Év felfedezettjének” nevezték el az Evening Standard nevű brit napilapban. 2002-ben a Vincent in Brixton című előadásban játszott a Nemzeti Színházban. Ugyanebben az évben Júliát alakította a Rómeó és Júlia című színpadi alkotásban.
2003-ban már a TV-képernyőkön is debütált, amikor egy brit drámában, Az elveszett kard legendája című filmben szerepelt, ami egy ősi kelta harcos királynő életéről szólt, aki a rómaiakkal harcolt. Ezután szintén megmaradt a történelmi szerepnél, amikor elvállalta Catherine Howard, a szerencsétlen sorsú lefejezett királyné szerepét a VIII. Henrik című kétrészes brit televíziós drámában. Alakításáért jelentős kritikai elismeréseket kapott..Eleinte sorozatokban is szerepelt vállalt. Feltűnt a Foyle háborúja (2003), az Agatha Christie: Poirot (2004), A nagy birodalom (2005), illetve a Sherlock Holmes és Arthur Conan Doyle furcsa esete (2005) egyes epizódjaiban.
2004-ben, 21 évesen debütált a filmvásznon, amikor szerepet kapott egy független brit drámában, a Szerelmem nyara című mozifilmben. Magyarországon 2005 nyarán mutatták be az alkotást. A film – ami nagy sikert aratott –, egy vidéki lány leszbikus kalandjáról szól. Jelentős figyelmet kapott alakításának köszönhetően a színésznő. Több díjjal is jutalmazták, mint például az „Evening Standard British Film Award”-dal. A rendező egy interjúban kijelentette, hogy „Emily Blunt és filmbéli partnere, Natalie Press rendkívül különbözőek és nagyon eredetiek, ami manapság ritka dolog. Kerülik a nyilvánvalót és képesek sokrétűen játszani ”.
2005-ben egy brit televíziós drámában, a Gideon lánya című filmben játszott együtt Bill Nighyval és Miranda Richardsonnal. Premierje a Hamptons Nemzetközi Filmfesztiválon volt, a brit televíziókban pedig 2006 februárjában debütált. 2007-ben Blunt alakításáért elnyerte a Golden Globe-díjat, mint a „Legjobb női epizódszereplő TV-filmben”. Következő filmje a Veszedelmes vonzerő című thriller volt, amiben Susan Sarandon és Sam Neill oldalán tűnt fel.

### Az igazi áttörés (2006–2010)
2006-ban sikerült a nagy amerikai áttörés is, amikor együtt játszhatott egyik példaképével, Meryl Streeppel és a Neveletlen hercegnő sztárjával, Anne Hathawayjel a nagy sikerű Az ördög Pradát visel című vígjátékban. A Runway divatmagazin főszerkesztőjének, Miranda Priestlynek (Streep) asszisztensét, Emily Charlton-t alakította. Eleinte Streep és Hathaway kapták a legnagyobb figyelmet, a kritikusok azonban Blunt teljesítményét díjazták. Egy kritikában úgy fogalmaztak, hogy „A film legjobb jeleneteivel rendelkezik és szinte minden jelenetet ellop, amiben szerepel”. 2007-ben Golden Globe-jelölést szerzett alakításáért a „Legjobb női epizódszereplő” kategóriában, illetve BAFTA-jelölést kapott, mint a „Legjobb női mellékszereplő”. Az Entertainment Weekly magazin a „Legjobb epizódszereplőnek” járó díjat ítélte neki oda. 2007. február 25-én, a 79. Oscar-gálán tette tiszteletét, ahol Hathawayjel együtt adták át a „Legjobb jelmeznek” járó díjat.
2007-ben négy filmben is szerepelt: főszerepet játszott a Dermesztő szél című misztikus thrillerben, amelyben az amerikai akcentussal küzdött meg: hónapokon keresztül beszédtanárhoz járt. Majd A Jane Austen könyvklub című romantikus drámában, aztán a Dan és a szerelem című romantikus vígjátékban láthatta viszont a nagyérdemű, végül pedig a Charlie Wilson háborúja című életrajzi drámában tűnt fel.
2008-ban a Tiszta napfény című vígjátékban vállalt szerepet Amy Adams és Alan Arkin mellett. A film premierje a 2008-as Sundance Filmfesztiválon volt, ahol pozitív visszajelzéseket szerzett; leginkább Blunt és Adams alakításait illetően. A The New York Times napilapban úgy fogalmaztak, hogy „élénken és odaadással alakítják szerepüket”. Ezután A tökéletlen trükk című vígjátékban szerepelt, melynek premierje ugyanazon a fesztiválon volt.
2009-ben Viktória brit királynőt alakította Az ifjú Viktória királynő című történelmi drámában. A film elsősorban az uralkodó korai életét és uralkodását, valamint házasságát mutatja be Albert herceggel. Miután megkapta a szerepet, engedélyezték, hogy a színésznő ellátogasson a Windsori kastélyba és megnézze Viktória festményeit, leveleit, naplóit és az Albert herceg által szerzett zenét. Blunt előadása elismerést kapott a kritikusoktól. Többek között Golden Globe-jelölést szerzett a „Legjobb színésznő – dráma” kategóriában, illetve Critics' Choice Movie Award-jelölést is kapott, mint „Legjobb színésznő”. Ugyanebben az évben megkapta a Britannia-díjat, mint az Év brit színésze.
Jon Favreau, amerikai rendező első választása a színésznőre esett, hogy játssza el Natasha Romanoff / Fekete Özvegy szerepét a Vasember 2.-ben, ám mivel akkor már leszerződött a Gulliver utazásai (2010) című kalandfilmhez, nem vállalta el a munkát. 2010-ben Benicio del Toro és Anthony Hopkins oldalán játszott a Farkasember című fantasy-horrorban, amely az 1941-ben bemutatott film (A farkasember) feldolgozása. Az alkotás többnyire negatív kritikákat kapott. Ezt követően újra Bill Nighy mellett szerepelt: főszerepet játszott a Rakoncátlan célpont (2010) című akció-vígjátékban.
A 2011-ben bemutatott Sorsügynökség című sci-fiben egy balett-táncost alakított, akit titokzatosan elkülönítettek egy politikustól, akit Matt Damon formált meg. A film pozitív visszajelzéseket kapott. A kritikusok a két színész közötti kémiát dicsérték.
2011. szeptember 10-én mutatták be a Lazacfogás Jemenben című romantikus drámát a Torontói Nemzetközi Filmfesztiválon, amelyben Harriet Chetwode-Talbot-ot alakította Ewan McGregor és Kristin Scott Thomas mellett. A rendező, Lasse Hallström első választása Blunt és McGregor volt a női, illetve a férfi főszerep eljátszására. Állítása szerint „könnyedséget és jókedvet hoztak a produkcióba”. A film általában véve kedvező kritikákat kapott. A Los Angeles Timesnál dicsérték Blunt és McGregor alakításait. Napjaink két legtehetségesebb és legbájosabb színészének nevezték őket, akik kiváló stílusban játszanak együtt. Blunt Golden Globe-jelölést szerzett a „Legjobb színésznő (vígjáték vagy musical)” kategóriában. Ugyanebben az évben az Édesnégyes és a Muppets című vígjátékokban is szerepet játszott. Majd az Yves Saint Laurent (márka) Opium nevű parfümreklámjában szerepelt.
2012-ben három filmben is feltűnt: az Ötéves jegyesség című romantikus vígjátékban, majd a Looper – A jövő gyilkosa című sci-fiben Joseph Gordon-Levitt és Bruce Willis oldalán. Premierje a Torontói Nemzetközi Filmfesztiválon volt és roppant pozitív visszajelzéseket kapott a kritikusoktól. Végül az Arthur Newman világa című vígjáték-drámában láthatta viszont a nézőközönség Colin Firth mellett.
2014-ben A holnap határa című sci-fiben remekelt – amely az All You Need Is Kill című japán regény filmadaptációja – Tom Cruise partnereként. Rita Vrataski őrmestert alakította. A színésznő heti hat alkalommal három hónapon át edzett a szerepére, hogy harcos formába kerüljön. „Mindenre összpontosítva; a súlytól kezdve a futásig és a jógáig, valamint a testgyakorlatig”. Emellett megtanulta a krav maga nevű önvédelmi rendszert. „Valami nagyon eltérőt kerestem a korábbiakhoz képest, amiket azelőtt csináltam. Ez határozottan az volt”. A kritikusok dicsérték az alakításokat, és pozitívan nyilatkoztak Blunt teljesítményéről. 2015. január 15-én előadásáért elnyerte a Critics' Choice Movie Award-díjat, mint „Legjobb színésznő akciófilmben”.
Ezt követően a Pék feleségét játszotta el a Vadregény (2014) című filmadaptációban, melynek rendezője Rob Marshall. Az alkotásban Meryl Streep és Johnny Depp is feltűnt. Ironikus módon Blunt babát várt a forgatás során, miközben egy olyan karaktert alakított, aki meddő volt a film első felvonásában. A színésznő elismeréseket kapott színészi játékáért és énektudásáért. A New York Post-nál úgy fogalmaztak, hogy az év egyik legjobb női előadása volt. Alakításáért Golden Globe-jelölést kapott a „Legjobb színésznő (vígjáték vagy musical)” kategóriában.

### További sikerek (2015-től napjainkig)
2015-ben ismét Benicio del Toro oldalán tűnt fel a Sicario – A bérgyilkos című krimi-thrillerben, amelyben egy FBI-ügynököt alakított, aki megbízást kapott, hogy egy kormányzati harci csoporttal közösen kutasson fel egy ismeretlen drogbárót. A filmet az Arany Pálmáért való versenyre választották ki (Nagyjátékfilmek versenye) a 2015-ös cannes-i fesztiválon, ahol kritikai elismeréseket szerzett. Blunt jelentős dicséretet kapott teljesítményéért. A The Guardiannél is dicsérték, habár karakterét valószínűtlennek tartották. Újabb Critics' Choice Movie Award-jelölést szerzett, mint „Legjobb színésznő akciófilmben”.
2016-ban A Vadász és a Jégkirálynő című fantasy filmben alakította Freya királynőt Charlize Theron, Chris Hemsworth és Jessica Chastain oldalán. A Hófehér és a vadász (2012) előzményeként, egyben folytatásaként szolgál. A kritikusok többnyire negatívan értékelték a produkciót. Ezt követően A lány a vonaton című misztikus-thrillerben játszott főszerepet. Paula Hawkins azonos című regénye alapján készült. Blunt egy alkoholista nőt, Rachel Watson-t testesítette meg, aki belekeveredik egy eltűnt személyek utáni nyomozásba. Noha a film vegyes kritikákat szerzett a kritikusoktól, akik úgy vélték, hogy nem felel meg a regény elvárásainak, a színésznő egyhangú dicséretet kapott teljesítményéért. 2017-ben BAFTA-jelölést, illetve Screen Actors Guild-jelölést (SAG) szerzett a „Legjobb női főszereplő” kategóriákban. Valamint Szaturnusz-díjra is jelölték.
2018-ban tért vissza a képernyőkre férje, John Krasinski horrorfilmjében, a Hang nélkül című produkcióban, amelyben szörnyek vadásznak egy családra. Egyikük sem tervezte, hogy közösen szerepeljenek (ugyanis Krasinski játssza a férfi főszerepet), ám a forgatókönyv elolvasása után Blunt rábeszélte férjét, hogy válogassa be őt is. 2018. március 9-én a Hang nélkül nyitófilmként szolgált a South by Southwest Filmfesztiválon, ahol kritikai elismerést szerzett a stáb. Stephen King a Twitteren dicsérte a filmet: „A Hang nélkül rendkívüli munka. A színészi játék fantasztikus, azonban a legfontosabb dolog a csend, és, hogy a kamera úgy kezeli a széles látószöget, ahogy kevés mozi ”.
Ugyanebben az évben főszerepet játszott a Mary Poppins visszatér című, Rob Marshall által rendezett musical fantasy filmben, amely a Julie Andrews-féle 1964-es verzió folytatásaként szolgál. A Variety magazinban Owen Gleiberman úgy találta, hogy Blunt „gyakorlatilag minden szempontból tökéletes”. A The Atlanticnál úgy fogalmaztak, hogy a színésznő Mary Poppins-verziója kiváló, ám kicsit barátságtalanabb és szigorúbb. Alakításáért többek között Golden Globe-jelölést, illetve Screen Actors Guild-jelölést is szerzett, mint „Legjobb női főszereplő”.

## Magánélete
Blunt korábban a kanadai énekessel, Michael Bublé-val élt együtt, akinek lemezén is vokálozott: többek között a Me And Mrs. Jones című dalban. Bublé-val történő szakítása után 2008 novemberében kezdett el randevúzni John Krasinski amerikai színésszel. 2009. augusztus 28-án eljegyezték egymást. Végül 2010. július 10-én házasodtak össze Olaszországban. 2014. február 16-án született meg lányuk, Hazel Krasinski. 2016 júniusában adott életet második lányuknak, Violet Krasinskinek.

## Filmográfia

### Film
| Év   | Cím                       | Eredeti cím                 | Szerep                                              | Magyar hang       |
| ---- | ------------------------- | --------------------------- | --------------------------------------------------- | ----------------- |
| 2004 | Szerelmem nyara           | My Summer of Love           | Tamsin                                              | Tornyi Ildikó     |
| 2006 | Az ördög Pradát visel     | The Devil Wears Prada       | Emily                                               | Hámori Eszter     |
| 2006 | Veszedelmes vonzerő       | Irresistible                | Mara                                                | Roatis Andrea     |
| 2007 | Dermesztő szél            | Wind Chill                  | lány                                                | Nemes Takách Kata |
| 2007 | A Jane Austen könyvklub   | The Jane Austen Book Club   | Prudie Drummond                                     | Sallai Nóra       |
| 2007 | Dan és a szerelem         | Dan in Real Life            | Dr. Ruthie "Pigface" Draper                         | Csondor Kata      |
| 2007 | Charlie Wilson háborúja   | Charlie Wilson's War        | Jane Liddle                                         | Németh Borbála    |
| 2007 | Charlie Wilson háborúja   | Charlie Wilson's War        | Jane Liddle                                         | Molnár Ilona      |
| 2008 | Tökéletlen trükk          | The Great Buck Howard       | Valerie Brennan                                     | Mezei Kitty       |
| 2008 | Tiszta napfény            | Sunshine Cleaning           | Norah Lorkowski                                     | Németh Borbála    |
| 2009 | Az ifjú Viktória királynő | The Young Victoria          | Viktória királynő                                   | Mezei Kitty       |
| 2009 |                           | Curiosity (rövidfilm)       | Emma                                                |                   |
| 2010 | Farkasember               | The Wolfman                 | Gwen Conliffe                                       | Solecki Janka     |
| 2010 | Rakoncátlan célpont       | Wild Target                 | Rose                                                | Tarr Judit        |
| 2010 | Gulliver utazásai         | Gulliver's Travels          | Mary hercegnő                                       | Gubás Gabi        |
| 2011 | Gnómeó és Júlia           | Gnomeo & Julie              | Júlia (hangja)                                      | Gubás Gabi        |
| 2011 | Sorsügynökség             | The Adjustment Bureau       | Elise Sellas                                        | Pálmai Anna       |
| 2011 | Lazacfogás Jemenben       | Salmon Fishing in the Yemen | Harriet Chetwode-Talbot                             | Gubás Gabi        |
| 2011 | Édesnégyes                | Your Sister's Sister        | Iris                                                | Vadász Bea        |
| 2011 | Muppets                   | Muppets                     | Miss Röfi recepciósa (cameoszerep)                  | Solecki Janka     |
| 2012 | Ötéves jegyesség          | The Five-Year Engagement    | Violet Barnes                                       | Bertalan Ágnes    |
| 2012 | Looper – A jövő gyilkosa  | Looper                      | Sara                                                | Solecki Janka     |
| 2012 | Arthur Newman világa      | Arthur Newman               | Charlotte / Michaela Fitzgerald                     | Németh Borbála    |
| 2014 | Szél támad                | Kaze tachinu                | Nahoko Satomi (hangja)                              |                   |
| 2014 | A holnap határa           | Edge of Tomorrow            | Rita Vrataski őrmester                              | Németh Borbála    |
| 2014 | Vadregény                 | Into the Woods              | pékné                                               | Németh Borbála    |
| 2015 | Sicario – A bérgyilkos    | Sicario                     | Kate Macy                                           | Németh Borbála    |
| 2016 | A lány a vonaton          | The Girl on the Train       | Rachel Watson                                       | Németh Borbála    |
| 2016 | A Vadász és a Jégkirálynő | The Huntsman: Winter's War  | Freya a jégkirálynő                                 | Balsai Móni       |
| 2017 | Állati jó kekszek         | Animal Crackers             | Zoe Huntington (hangja)                             | Németh Borbála    |
| 2017 | My Little Pony: A film    | My Little Pony: The Movie   | Tornádó parancsnok / Szikrázó Csillámtwist (hangja) | Bertalan Ágnes    |
| 2018 | Hang nélkül               | A Quiet Place               | Evelyn Abbott                                       | Németh Borbála    |
| 2018 | Sherlock Gnomes           | Sherlock Gnomes             | Juliet (hangja)                                     | Gubás Gabi        |
| 2018 | Mary Poppins visszatér    | Mary Poppins Returns        | Mary Poppins                                        | Németh Borbála    |
| 2020 | Hang nélkül 2.            | A Quiet Place: Part II      | Evelyn Abbott                                       | Németh Borbála    |
| 2020 | A szerelem ösvényein      | Wild Mountain Thyme         | Rosemary Muldoon                                    | Németh Borbála    |
| 2021 | Dzsungeltúra              | Jungle Cruise               | Lily Houghton                                       | Németh Borbála    |
| 2023 | Oppenheimer               | Oppenheimer                 | Katherine Oppenheimer                               | Németh Borbála    |
| 2023 | A fájdalom ügynökei       | Pain Hustlers               | Liza Drake                                          | Németh Borbála    |
| 2024 | A kaszkadőr               | The Fall Guy                | Jody Moreno                                         | Németh Borbála    |
| 2024 | Képzeletbeli barátok      | IF                          | Uni (hangja)                                        | Németh Borbála    |

### Televízió
| Év   | Cím                                                | Eredeti cím                                              | Szerep           | Megjegyzések                                 |
| ---- | -------------------------------------------------- | -------------------------------------------------------- | ---------------- | -------------------------------------------- |
| 2003 | Az elveszett kard legendája                        | Boudica                                                  | Isolda           | tévéfilm                                     |
| 2003 | Foyle háborúja                                     | Foyle's War                                              | Lucy Markham     | 1 epizód                                     |
| 2003 | VIII. Henrik                                       | Henry VIII                                               | Catherine Howard | - tévéfilm - magyar hangja: - Németh Borbála |
| 2004 | Poirot: Halál a Níluson                            | Poirot: Death on the Nile                                | Linnett Doyle    | - 1 epizód - magyar hangja: - Csondor Kata   |
| 2005 | A nagy birodalom                                   | Empire                                                   | Camane           | minisorozat (6 epizód)                       |
| 2005 | Sherlock Holmes és Arthur Conan Doyle furcsa esete | The Strange Case of Sherlock Holmes & Arthur Conan Doyle | Jean Leckie      | tévéfilm                                     |
| 2006 | Gideon lánya                                       | Gideon's Daughter                                        | Natasha          | tévéfilm                                     |
| 2009 | A Simpson család                                   | The Simpsons                                             | Juliet (hangja)  | 1 epizód                                     |
| 2015 | Playback párbaj                                    | Lip Sync Battle                                          | önmaga           | 1 epizód                                     |
| 2016 | Saturday Night Live                                | Saturday Night Live                                      | önmaga           | 1 epizód                                     |

## Fontosabb díjak, jelölések
Oscar-díj
- 2024 jelölés: legjobb női mellékszereplő jelölés (Oppenheimer)

Golden Globe-díj
- 2024 jelölés: legjobb női mellékszereplő jelölés (Oppenheimer)
- 2019 jelölés: legjobb női főszereplő – filmmusical vagy vígjáték (Mary Poppins visszatér)
- 2015 jelölés: legjobb női főszereplő – filmmusical vagy vígjáték (Vadregény)
- 2013 jelölés: legjobb női főszereplő – filmmusical vagy vígjáték (Lazacfogás Jemenben)
- 2010 jelölés: legjobb színésznő – drámai kategória (Az ifjú Viktória királynő)
- 2007 jelölés: legjobb női mellékszereplő jelölés (Az ördög Pradát visel)
- 2007 díj: legjobb női mellékszereplő sorozatban, TV-filmben (Gideon lánya)

BAFTA-díj
- 2024 jelölés: legjobb női mellékszereplő (Oppenheimer)
- 2017 jelölés: legjobb női főszereplő (Lány a vonaton)
- 2007 jelölés: Legjobb női mellékszereplő jelölés (Az ördög Pradát visel)
- 2007 díj: Rising Star Award